# Luis María Drago
Pour les articles homonymes, voir Drago.
Luis María Drago (1859 - 1921) était un juriste et homme politique argentin né à Buenos Aires.
Il est auteur d’ouvrages de droit international, il fut ministre des Affaires étrangères en Argentine entre 1902 et 1903. 

## La doctrine Drago
Il est surtout renommé comme le père d'une doctrine à laquelle il a donné son nom. Cette dernière est fondée sur l’idée que le recouvrement des dettes d’un État par la force va à l’encontre du droit international. La doctrine Drago se voulait le corollaire de la doctrine de Monroe de 1823. Cette dernière fut une réponse à l'intervention du Royaume-Uni, de l'Allemagne et de l'Italie qui avaient bloqué et bombardé des ports en raison de la taille de la dette vénézuélienne qui avait été contractée sous le mandat du président Cipriano Castro. Une version modifiée par Horace Porter fut adoptée à La Haye en 1907 (la convention Drago-Porter). Elle énonçait en plus que l'arbitrage devait être le premier moyen pour résoudre des conflits.
Drago joua par ailleurs un rôle prépondérant dans l’affaire de la pêche côtière de l’Atlantique Nord en 1910, et rédigea un projet concernant le statut de la Cour de justice internationale permanente.